# São Martinho de Sardoura
São Martinho de Sardoura is een plaats (freguesia) in de Portugese gemeente Castelo de Paiva en telt 1 931 inwoners (2001).